# Бакопанос, Элени
Эле́ни Бакопа́нос (греч. Ελένη βακοπανός, англ. Eleni Bakopanos; род. 1954, Аргос, Греция) — канадский государственный и общественный деятель, политик, политолог, лидер движения за права женщин. Первая греческая эмигрантка, избранная в парламент Канады .

## Биография
Родилась в 1954 году в Аргосе, Греция, позже иммигрировала в Канаду. Окончила Университет Макгилла, где получила степени бакалавра политических наук и истории (с отличием). Также изучала право в том же вузе.
Депутат Палаты общин Канады Парламента Канады (избиралась в 1993, 1997, 2000, 2001 годах) от Либеральной партии Канады: представляла округ Сен-Дени (1993—1997), затем округ Аюнстик (1997—2006). В 1997—1999 годах — парламентский секретарь министра юстиции и генерального прокурора Канады. Была председателем Комитета по вопросам миграции и гражданства, заместителем спикера Палаты общин.
На федеральных выборах 2006 года потерпела поражение от кандидата Квебекского блока Марии Мурани. Пыталась вернуться в парламент на федеральных выборах 2008 года, но безуспешно. Также безуспешно участвовала в квебекских выборах 2012 года.

## Личная жизнь
Замужем, мать двоих дочерей. Прихожанка  православной церкви.

## Награды
- Командор греческого ордена Феникса (1999)

## Публикации
- Bakopanos, Eleni. Political Recruiting and Women in the Political Process (англ.) : journal. — Ottawa: Canadian Parliamentary Review, 2004.